# ナッシュビル座り込み

座り込みが行われた箇所: 1. S・H・クレス; 2. マクレラン; 3. ウールワース; 4. ハーヴェイズ; 5. ウォルグリーン; 6. グラント; 7. ケイン・スローン; 8. グレイハウンド; 9. トレイルウェイズ; 10. ムーン・マクグラス

ナッシュビル座り込み（Nashville sit-ins ）は、1960年2月13日から5月10日にかけてアメリカ合衆国テネシー州ナッシュビルで行われた非暴力の座り込み闘争である。指揮したのはナッシュビル学生運動とナッシュビル・キリスト教指導者会議で、市内の飲食店での人種分離を撤廃させることが目的であった。妨害による被害者と大量の逮捕者を出しながら、80日以上におよぶ非暴力闘争のすえ、市内飲食店での差別撤廃に成功した。公民権運動におけるもっとも有名な運動の一つである。

## 概要
1960年当時、ナッシュビル市街の多くの飲食店（ランチカウンター）では、白人席と黒人/有色人種席を分ける人種差別が横行していた。ナッシュビル座り込みでは、ランチカウンターでの差別撤廃を目的として、白人席への座り込みが組織的に行われた。座り込みの参加者の多くは黒人大学生で、白人の野次馬から罵声や身体的暴力を受けた。参加者は非暴力を貫いて妨害には応酬しなかったが、警察の退去命令に反して居座ったために最終的に150人以上の逮捕者を出した。
運動がピークに達した4月19日には、座り込みの弁護団長ゼフィアス・ロビーの自宅が何者かに爆破され、座り込み側は市庁舎まで4,000人規模のデモを行った。これを受けてナッシュビル市長ベン・ウェストが市内のランチカウンターにおける人種差別撤廃支持を表明したことで運動は収束に向かった。5月10日、ダウンタウンの6店舗は初めて黒人客に対してランチカウンターで接客を行った。
ランチカウンターでの人種差別は撤廃されたが、ナッシュビルのその他の施設では1964年公民権法により全米で法的に人種差別が禁止されるまで、座り込み、ピケ、抗議運動が続けられた。ナッシュビル座り込みの組織の多くは公民権運動において重要な役割を担った。

## 歴史的背景
1896年、合衆国最高裁判所はプレッシー対ファーガソン裁判の判決を下し、「分離すれど平等」の原則のもと人種差別を合法としていた。この決定がジム・クロウ法を全米に拡散させる原因ともなった。これらの法は実質的には一般の生活を取り巻く全てにおいて人種差別を認めるようなもので、全米、特に南部において人種差別が蔓延していった。
多くの南部の都市同様にナッシュビルではアフリカ系アメリカ人はジム・クロウ法のもと、非常に不利な立場にあった。学校の資金を減らされ、多くの宿泊施設を使用できなくされ、アフリカ系アメリカ人はスキルの必要なわずかな職業にしかつけず、大多数の白人から常に差別を受けていた。
1905年には早くもジム・クロウ法に反対する本格的な対策が行われていたが、ナッシュビルのアフリカ系アメリカ人コミュニティが人種差別撤廃に向けたナッシュビル・キリスト教指導者会議が結成される1958年までほとんど効果がなかった。

## 先駆者および組織
ナッシュビル・キリスト教指導者会議(NCLC)はキャピトル・ヒルのファースト・バプテスト教会のケリー・ミラー・スミス牧師によって創立された。この組織はマーティン・ルーサー・キング・ジュニアの南部キリスト教指導者会議の支部で、アフリカ系アメリカ人の公民権を非暴力での市民的不服従で振興するために創立された。スミスはアフリカ系アメリカ人が彼らの権利を獲得するためには、司法制度を通すよりも平和的なデモ行動を起こす方がアメリカ人の人種差別撤廃への同情をひくと信じていた。
1958年3月26日から28日、NCLCは人種差別に対抗する非暴力の戦術の多くのワークショップの第1回を行なった。これらのワークショップは、インドでの布教活動の行なっている間に非暴力の抵抗の原理を研究していたジェイムス・ロウソンによって先導された。このワークショップには主にフィスク大学、テネシー農工大学(現テネシー州立大学)、アメリカン・バプテスト神学校(現アメリカン・バプテスト大学)、メハリー医科大学の学生達であった。ロウソンのセッションに参加した学生達の中にはマリオン・バリー、ジェイムス・ベヴェル、バーナード・ラファイエット、ジョン・ルイス、ダイアン・ナッシュ、C・T・ヴィヴィアンなど後に公民権運動の重要なリーダーとなる者達が含まれていた。
これらのワークショップの最中、彼らの抗議行動の最初のターゲットをダウンタウンのランチ・カウンターに定めた。当時アフリカ系アメリカ人はダウンタウンの店舗で買い物をすることはできたが、店内で食事をすることは許されていなかった。ランチ・カウンターは人目につき、簡単に行くこともできるため彼らはこの場所を選び、不平等に対抗する南部の黒人達の苛酷な毎日が始まった。
1959年終盤、ロウソンとNCLCのメンバーはデパートのオーナーのフレッド・ハーヴェイとジョン・スローンにランチ・カウンターでアフリカ系アメリカ人に快く接客してくれるかどうか尋ねたが彼らは拒否し、もしその店員がアフリカ系アメリカ人に接客したら彼らは職を失うと答えた。学生達は座り込み抗議行動に適した場所を探し始め、11月24日、ナッシュビルのダウンタウンのハーヴェイズ・デパートメント・ストアで最初の試験的座り込みを始め、12月5日、ケイン・スローンでの座り込みに続いた。
少人数の学生達のグループが店舗で買い物をし、ランチ・カウンターに座り、食事を注文することを試みた。この時の彼らの目的はそれぞれの店舗の雰囲気や度合いを感じることであった。どちらのランチ・カウンターでも接客されなかったが、対応の変化を大いに感じることができた。ケイン・スローンでの対応は軽蔑的であったが、ハーヴェイズでは意外にも丁寧な対応を受けるようになった。この試験的座り込みはあまり目立たず、市内の新聞各紙も取り上げなかった。

## デモ概要
ナッシュビルでの学生達が計画を実行する前に他の場所でも同様のことが行われていた。1960年2月第1週、重要な意味を持つノースカロライナ州グリーンズボロでのグリーンズボロ座り込みが開始され、3日目には学生達は80名にまで膨らんだ。類似の抗議活動は各地で行われていたが、グリーンズボロ座り込みは初めてメディアで大きく取り上げられ、人々の注目を集めることとなった。その後金曜日の夜にロウソン達が集まった時、さらに500名が自発的に集まった。ロウソンや大人達は延期を主張したが、学生のリーダー達は即時の行動を主張した。
1960年2月13日土曜日、最初の大型の座り込みが企画された。午後12時半頃、ほとんどが黒人の120名の学生達はダウンタウンのウールワース、S・H・クレス、マクレランに歩いて行き、ランチ・カウンターに座った。店員が彼らへの食事の供給を拒むと、2時間そこに座り込み、その後何事もなく去っていった。
最初の座り込みの後の月曜日、バプテストの79名の牧師の会議がナッシュビルで行なわれ、ナッシュビルには黒人信者の学生が多いことから、満場一致で学生達の支援をすることに決定。地元の宗教指導者達は、人種差別を実行しているダウンタウンの店舗に対する最も友好的な方法は不買運動であるとした。ナッシュビルの黒人コミュニティは店舗に経済的打撃を与えるため不買運動を強く推奨した。
2月18日、第2の座り込みが行なわれ、200名以上の学生達はウールワース、S・H・クレス、マクレラン、グラントに入店した途端、ランチ・カウンターは閉鎖された。学生達は30分ほど居座り、何事もなく立ち去った。2月20日、第3の座り込みが行なわれ、約350名の学生達は前述の4店舗とダウンタウンのドラッグストアのウォルグリーンに入店した。学生達がカウンターに座るとそれらのうちいくつかの店舗には白人の若者の人だかりができた。警察はこの5店舗に目を光らせていたが、暴力的なことは何も起こらなかった。ファースト・バプティスト教会での集会のために中断するまで3時間居座った。
翌週には他の都市にも座り込み抗議行動が広まり、チャタヌーガ近辺では人種暴動が起こり緊張が高まった。2月27日、ウールワース、マクレラン、ウォルグリーンで第4の座り込みを行なうと、白人の若者の群集が嘲り嫌がらせをしたが、警察は現れなかった。最終的にマクレランとウールワースで座り込みを行っていた抗議者の数人が、椅子から引き摺り下ろされ殴られたり、階段に突き落とされたりする妨害を受けた。警察が到着した時、白人妨害者は逃走したため逮捕者は出なかった。座り込み抗議者は、警察に3店舗から退去を命じらたが拒否したため逮捕された。逮捕された抗議者がパトカーに押し込まれると傍観者は拍手を送った。81名の学生達が徘徊および治安紊乱行為で逮捕された。
この逮捕劇で座り込み抗議行動は全国放送のテレビ・ニュース、ナッシュビルの日刊新聞のトップ、AP通信で大きく取り上げられた。非暴力の様子が描写されたこともあり、一般的にメディアは学生達に有利に働いた。
その後2ヶ月座り込み抗議行動が行われ、さらなる逮捕者や座り込み抗議に反対し攻撃してくる者も増え、150名以上の学生達が逮捕された。座り込み抗議行動の間、非暴力を徹底して貫いた彼らの行動規範は、後に続く他都市のデモのモデルとなった。

嫌がらせを受けても反撃したり罵ったりしてはならない。笑い飛ばしたりしてはならない。店員と会話をしてはならない。リーダーの許可なくその場を離れてはならない。出入り口や店内の通路をふさいではならない。常に礼儀正しく友好的にすること。常にカウンターに向かいきちんと座ること。何か起こったら全てリーダーに報告すること。情報捜索者に関してリーダーに礼儀正しく報告すること。イエス・キリスト、マハトマ・ガンディー、マーティン・ルーサー・キング・ジュニアの教えを常に心に留めておくこと。愛と非暴力こそがこの方法である。

## 裁判およびロウソンの除籍
座り込み抗議者の裁判はナッシュビルおよび近隣地域の興味をひいた。2月29日の裁判初日、被告の支持のため2,000名以上が裁判所を取り囲んだ。Z・アレキサンダー・ロビー率いる13名の弁護団が学生達の代理人となった。当初裁判は市裁判官のアンドリュー・J・ドイルが議長を務めたが、ドイルは学生に科せられた徘徊罪を棄却し辞職することとなり、特別裁判官のジョン・I・ハリスが務めることとなった。
黒人コミュニティからの強力なサポートにも関わらず、全ての学生が逮捕され治安紊乱行為で有罪となり、50ドルの罰金が科せられた。学生達は罰金を支払うことを拒否し、郡の教護院に33日間入所することを選んだ。ダイアン・ナッシュは「私達が罰金を払うことは彼らに貢献し、不正に手を貸すように感じ、逮捕されてまでこれまでやってきたことが間違ったことのようになってしまう。」と語った。
裁判が始まったその日、ジェイムス・ロウソンを含む黒人の牧師のグループが、ベン・ウエスト市長に座り込みに関して議論するため面会を求めた。ロウソンを「ごますり論者」と非難し厳しい批判記事を書いたナッシュビル・バナー紙を含む地元紙が取材に訪れ、ロウソンが神学校に在籍していたヴァンダービルト大学からの注目をひくこととなった。ロウソンはヴァンダービルト大学の執行委員会から座り込みの関与から手をひくように言われたが、拒否したため即座に大学を除籍になった。

## 異人種委員会
3月3日、座り込みによる人種間の緊張を緩和すべく、ウエスト市長は人種の衝突を解決する方法を探るための異人種委員会の設置を発表した。この委員会には市内の黒人大学2校の学長が含まれていたが、学生抗議者の代表は全く含まれていなかった。翌月まで何度も会合を持ち、4月5日には提言を示し、市内のランチ・カウンターの一部を開放するよう提唱した。各店舗の一部を白人専用、他の部分を白人・黒人兼用とした。この解決方法は人種差別を基礎としており、道徳的に容認できないと学生リーダー達に拒絶された。1週間経たないうちに異人種委員会は座り込みを再開し、ダウンタウンでの不買運動を強化していくとした。

## ロビー邸の爆破
4月19日午前5時半、ナッシュビル北部にあるZ・アレキサンダー・ロビーの家の正面の窓からダイナマイトが投げ込まれた。彼が抗議活動を支援していることに対する報復と見られる。爆発により家はほとんど崩壊したが、奥側の寝室で就寝していた彼と妻に怪我はなかった。この爆発で近所の寮の窓が140枚以上割れた。
この事件により、座り込み抗議者はむしろけしかけられた。数時間のうちにこの爆撃のニュースは地域全体に広まった。昼頃、4,000名近くの人々が市長と対面しようと密かに市庁舎まで行進していき、ウエスト市長は郡庁舎の階段で彼らと面会した。C・T・ヴィヴィアン牧師は準備していた声明を読み上げ、市長が道徳的問題を含む人種差別、暴力、不正を無視したと非難した。ダイアン・ナッシュは、人種や肌の色だけで人を差別することが間違っていると思うかどうか市長に尋ねた。ウエスト市長はこれに賛成し、差別は間違いだと認めた。ナッシュはさらに市内のランチ・カウンターの差別をなくすべきだと思うかどうか尋ねた。ウエスト市長は「イエス」と答え、「もちろんそれは店長次第だが」と付け加えた。
この日の夕刊では、ナッシュビル市内大手2紙で見解が分かれ、ザ・テネシアンでは市長がランチ・カウンターの人種差別撤廃に賛成したことを強調し、その一方でナッシュビル・バナーでは人種差別を撤廃するかどうかは店側の判断によるとの市長の声明を強調した。これは2紙の姿勢の違いを明確に示していた。この時に市長の声明は抗議者、店側双方にとって後に重要なターニング・ポイントとなった。
爆破事件の翌日、マーティン・ルーサー・キング・ジュニアはナッシュビルを訪れ、フィスク大学で講演を行なった。その中で彼はナッシュビルでの座り込み抗議行動を「南部で最高の企画であり最も規範に則った方法だ」と賞賛した。彼はナッシュビルへの訪問について後に「私が刺激を与えたのではなく、この地域で起こった革命により刺激が増大したのだ」と語った。

## 人種差別撤廃
秘密裏に行われた店側と抗議活動リーダーとの交渉の数週間後、5月第1週に最終合意に達した。この取り決めを以って、アフリカ系アメリカ人の数名の代表者が前もって店舗に知らせてあった日に、ダウンタウンのランチ・カウンターで食事を注文した。店主は従業員達にトラブルなく彼らに給仕するよう指導した。2週間、制御された方法で続き、その後制御が解かれた結果の評価のために店側と抗議活動リーダーは再度集まることとなった。合意について扇情的でなく正確な事実のみをメディアに知らせることもこの取り決めに含まれていた。
5月10日、ダウンタウンの6店舗のランチ・カウンターが初めて黒人客に開放された。午後になり、2、3名のグループが店に到着し何事もなく接客された。同時にアフリカ系アメリカ人による6週間におよんだ不買運動も終了となった。これでナッシュビルは南部において公共施設で人種差別を撤廃した最初の主要都市となった。
ダウンタウンでの座り込み抗議行動の終焉は、ナッシュビルに公民権運動の短期間の中断を与えたが、制度化された人種差別の問題は市内にまだ残っていた。その後数年、レストラン、映画館、水泳プールなどナッシュビル中の人種差別された場所では座り込み、ピケなどの抗議行動は続いた。1964年、アメリカ合衆国議会で全米の公共の場所で人種差別を禁止する公民権法が制定されるまでこの抗議は続いた。

## 50周年
2010年、ナッシュビルの座り込み抗議行動から50周年を迎え、様々なイベントが行われた。
- 1月20日、ヴァンダービルト大学主催『Veterans of the Nashville Sit-ins - The Struggle Continues (ナッシュビル座り込み経験者による『継続する苦闘』)』のパネル・ディスカッションが行われ[64]。Kwame Leo Lillard 、Matthew Walker, Jr. が出演[65]。
- 2月4日から5月16日、テネシー州立博物館主催『We Shall Not Be Moved: The 50th Anniversary of Tennessee's Civil Rights Sit-Ins (私たちは席を動かない: テネシー公民権運動座り込み50周年)』[66]
- 2月10日、テネシー州立大学主催『the 29th annual Conference on African American History and Culture (第29回 アフリカ系アメリカ人の歴史・文化会議)』座り込み特別記念式典が行なわれ、ダイアン・ナッシュがゲスト出演[67]。
- 2月12日、ヴァンダービルト大学主催でナッシュビル座り込みの際の報道のあり方についてのパネル・ディスカッションを開催。ジェイムス・ロウソンとジョン・ローレンス・シーゲンソーラーが出演[68]。
- 2月9日から5月22日、ダウンタウンのナッシュビル図書館主催で写真展『Visions & Voices: The Civil Rights Movement in Nashville & Tennessee (テネシーおよびナッシュビルの公民権運動)』を開催。
- 2月13日、ダウンタウンのナッシュビル図書館ホールでナショナル・パブリック・ラジオのホアン・ウィリアムズによる公民権運動フォーラムが開催[69]。